# تيري فوستر
تيري فوستر (بالإنجليزية: Terry Foster)‏ هو صحفي أمريكي، ولد في 12 فبراير 1959 في ديترويت في الولايات المتحدة.